# بابا اللويسي
بابا اللويسي ( 6 أكتوبر 1943 - 30 مارس 2012 ) هو حكم كرة قدم مغربي سابق، زاول مهنة التحكيم في الفترة الممتدة من 1972 إلى 1992.

## مسيرته
قام بإدارة مباريات في عدة منافسات:
- كأس العرش 1979 (النهائي)
- الألعاب الأولمبية 1988 (مباراة واحدة)